# سازمان حفاظت از تورنتو و منطقه
سازمان حفاظت از تورنتو و منطقه (انگلیسی: Toronto and Region Conservation Authority) یک مرجع حفاظت در انتاریوی جنوبی، کانادا است. این شرکت حدود ۱۶۰۰۰ هکتار زمین در منطقه تورنتو دارد و بیش از ۴۰۰ کارمند تمام وقت دارد و هر سال بیش از ۳۰۰۰ داوطلب را هماهنگ می‌کند. حوزه صلاحیت TRCA مبتنی بر حوزه آبخیز است و شامل ۳٬۴۶۷ کیلومتر مربع - ۲٬۵۰۶ در خشکی و ۹۶۱ بر اساس آب در دریاچه انتاریو است.